# Райшенбекк, Вильгельм
Вильгельм Адам Эвальд Мария Райшенбекк (нем. Wilhelm Adam Ewald Maria Reischenbeck; 23 июня 1902, Мюнхен, Германская империя — 13 ноября 1962, Фюрстенфельдбрукк, ФРГ) — оберштурмфюрер СС, командир охранной роты концлагеря Освенцим, осуждённый за военные преступления.

## Биография
Вильгельм Райшенбекк родился 23 июня 1902 года. Его родители владели магазином скобяных изделий. Райшенбекк ходил в народную школу и посещал коммерческое училище в Мюнхене, после чего работал в магазине своих родителей до его закрытия в 1925 году. Впоследствии работал представителем торговой кампании, а потом подсобным рабочим в фирме «Хофхаймер». В 1920 году присоединился к фрайкору. В 1922 года стал членом Штурмовых отрядов (СА). В ноябре 1923 года принял участие в Пивном путче. В 1929 году перешел из СА в ряды СС (№ 3926). 1 ноября 1930 года вступил в НСДАП (билет № 348953). В апреле 1933 года после прихода нацистов к власти Райшенбекк и другие эсэсовцы с оружием грабили евреев в их домах в Мюнхене. В этих облавах также участвовал его брат Эвальд.
В сентябре 1939 года поступил на службу в охрану концлагеря Дахау и в том же году — в охрану концлагеря Маутхаузен. С мая 1940 года работал в штабе по переселению в Лицманшдтаде, который занимался выселением поляков из Вартеланде. С октября 1941 года был сотрудником курьерской службы в главной ставке Гитлера недалеко от Растенбурга в Восточной Пруссии. В ноябре 1943 года ему было присвоено звание оберштурмфюрера войск СС. В августе 1944 года был переведён в концлагерь Освенцим, где возглавил две охранные роты. 19 января 1945 года во время эвакуации лагеря Райшенбекк сопровождал последний марш смерти 3900 заключенных из Освенцима. Колонну заключенных подгоняли до Лослау, а те, кто не мог поддерживать темп марша из-за слабости или болезни, были расстреляны сопровождавшими их эсэсовцами. В приговоре мюнхенского суда упоминались обстоятельства этого марша: «Обувь (заключенных) состояла частично из дерева с пришитым холстом, лишь некоторые были обуты в кожаные ботинки. В качестве маршевого пайка они получили булки, мясные консервы и маргарин. Температура была ниже минус 15 градусов по Цельсию и лежал снег. Некоторые из заключенных уже находились в очень плохом физическом состоянии, когда отправились в путь. Тяжести марша, такие как обледенелые тропинки, плохая обувь, сильный холод, означали, что некоторые заключенные уже в первый день были не в состоянии идти дальше». В Лослау оставшихся в живых заключенных погрузили в железнодорожные вагоны и отвезли в концлагерь Маутхаузен. В апреле 1945 года Райшенбек возглавил транспортировку заключенных из лагеря Мельк в лагерь Эбензее, где приказал расстрелять заключенных.
В конце войны попал в американский плен и до июня 1948 года находился в разных лагерях для интернированных лиц. В середине июня 1948 года совершил побег из лагеря для интернированных в Дармштадте, опасаясь экстрадиции в Польшу. До 1954 года проживал под чужими именами в разных местах, зарабатывая трудом неквалифицированного рабочего. В 1954 году Райшенбекк вместе с другими лицами, причастными к ограблению евреев в апреле 1933 года, предстал перед земельным судом Мюнхена. Райшенбек был приговорен за «незаконное лишение свободы и сокрытие краденых вещей» к восьми месяцам тюремного заключения, заменённое условным сроком. Его брат был приговорен к двум годам и восьми месяцам заключения. Остальные обвиняемые были оправданы за недостатком улик. Бывший узник Освенцима Адольф Рёгнер, который также участвовал в Освенцимском процессе во Франкфурте-на-Майне, дал показания в январе 1955 года, которые привели к обвинению Райшенбекка в убийствах во время эвакуации Освенцима. В ходе следствия были допрошены выжившие участники эвакуационного марша. Сам Райшенбек ссылался на необходимость исполнения приказов, поскольку последний комендант концлагеря Освенцим Рихард Бер отдал ему приказ расстреливать заключенных, непригодных к маршу. Из-за преступлений в концлагере Освенцим и Маутхаузене он должен был предстать перед судом присяжных в Мюнхене в мае 1958 года. В частности, его обвиняли в убийстве или покушении на убийство в четырех случаях: из-за «приказа расстрелять по меньшей мере 40 заключенных в Плессе и Кенигсдорфе, 11 заключенных на железнодорожной станции в Лослау, 25 заключенных в Гмундене, которые были непригодны для дальнейшего марша, и из-за отбора 50 заключенных в Эбензее, которые должны были быть казнены, хотя осталось неизвестными, была ли эта казнь осуществлена на самом деле». В результате полученных доказательств суд открыл основное производство против Райшенбека только в отношении комплекса преступлений в Плессе, Кенигсдорфе и Гмундене. Поскольку суд не счел доказанными личное участие в расстрелах Райшенбека, несмотря на соответствующие показания свидетелей, 22 октября 1958 года он был приговорен к десяти годам заключения в тюрьме строгого режима за пособничество в непредумышленном убийстве. В приговоре суд указал, что Райшенбек «не проявил никакого милосердия». Тем не менее суд не последовал требованию обвинения приговорить Райшенбека к пожизненному заключению за убийство. Мягкий приговор вызвал непонимание и возмущение среди выживших узников. 19 октября 1962 года по болезни был отпущен из тюрьмы.